# 小行星13286
小行星13286（13286 Adamchauvin）是一颗绕太阳运转的小行星，为主小行星带小行星。该小行星于1998年8月发现。

## 轨道参数
小行星13286的轨道半长轴为2.3608982 UA，离心率为0.0721937。